# مجلس حفظة العرش
مجلس حفظة العرش (بالفرنسية: Conseil du Trône du Maroc) هو مؤسسة مؤقتة تاريخية للمملكة المغربية تم إنشاؤها في 1955 من طرف سلطات الحماية الفرنسية لتقوم بسلطات سلطان المغرب ومنها تعيين وزير أول.
قرار إنشاء المجلس كان من بين التوصيات الثلاث لمفاوضات إيكس ليبان والتي كانت تقضي بتنحي السلطان بن عرفة وعودة محمد الخامس من المنفى وتأسيس مجلس حفظة العرش.
كانت التشكيلة الأولية للمجلس تقضي بثلاثة أعضاء قبل أن يتم رفع العدد إلى أربعة.

## تشكيلة المجلس
تم تنصيب المجلس في 19 أكتوبر 1955 من طرف الجنرال بوايي دو لاتور، المقيم العام الفرنسي. كان المجلس مكونا من أعيان، ممثلين لكل التيارات المغربية في تلك الفترة، من منظور الحماية الفرنسية، وهم:
- محمد المقري، الصدر الأعظم لآخر ثلاث سلاطين مغاربة، في ذلك التاريخ: عبد الحفيظ بن الحسن، يوسف بن الحسن ومحمد بن يوسف، والذي كان في السجن بعد تنصيب بنعرفة قبل أن يفرج عنه بأمر من المقيم العام جيلبير غرانفال.
- محمد الصبيحي، باشا سلا
- امبارك البكاي، باشا صفرو، منذ 1944 والذي كان استقال من منصبه احتجاجا على خلع محمد الخامس ونفيه.
- الطاهر أوعسو لوديي، قايد بني علاهم ومرموشة بتازة.

## قراراته
خلال فترة المجلس قام فقط بتعيين حكومة وحيدة برئاسة الوزير الأول الفاطمي بنسليمان، في 26 أكتوبر 1955.